# František Kučera
František Kučera (ur. 3 lutego 1968 w Pradze) – czeski hokeista zawodowy. W latach 1990–2002 grał w lidze NHL na pozycji obrońcy w drużynach: Chicago Blackhawks, Hartford Whalers, Vancouver Canucks, Philadelphia Flyers, Columbus Blue Jackets, Pittsburgh Penguins oraz Washington Capitals.
W edycji 1999/2000 czeskiej ekstraligi otrzymał nagrodę dla najlepszego hokeisty sezonu.
- Statystyki:
  - W sezonach zasadniczych NHL rozegrał łącznie 465 spotkań, w których strzelił 24 bramki oraz zaliczył 95 asyst. W klasyfikacji kanadyjskiej zdobył więc łącznie 119 punktów. 251 minut spędził na ławce kar.
  - W play-offach NHL brał udział dwukrotnie. Rozegrał w nich łącznie 12 spotkań, w których zaliczył 1 asystę.